# Gigliola Cinquetti
Gigliola Cinquetti ([dʒiʎˈʎɔːla tʃiŋˈkwetti]; * 20. prosince 1947 Verona) je italská zpěvačka, herečka a moderátorka.
Ve věku šestnácti let vyhrála s písní „Non ho l'età“ Festival Sanremo i Eurovision Song Contest. Skladba získala také platinovou desku. V roce 1966 vyhrála v Sanremu podruhé s písní „Dio come ti amo“, kterou s ní zpíval Domenico Modugno. V roce 1974 získala na soutěži Eurovize druhé místo za píseň „Sì“, která také obsadila osmé místo na UK Singles Chart pod názvem „Go (Before You Break My Heart)“. Vysílání písně však bylo v Itálii zakázáno kvůli obavám, že by její název („Ano“) mohl ovlivnit právě probíhající referendum o legalizaci rozvodů.
V roce 1991 uváděla přenos z Velké ceny Eurovize spolu s Totem Cutugnem. Působí jako moderátorka televize RAI. V roce 2001 hrála ve filmu I Cavalieri che fecero l'impresa. Vydala autobiografickou knihu In viaggio con lei.
Jejím manželem je Luciano Teodori, mají dva syny.